# Egmont Verlagsgesellschaften
Die Egmont Verlagsgesellschaften mbH vereint die fünf Imprints (Vertriebsmarken) Schneiderbuch, Egmont Comic Collection, Egmont Graphic Novel, Egmont Manga, Egmont VGS und Egmont Balloon (letzteres ist ein Joint Venture mit dem Egmont Ehapa Verlag). Egmont LYX sowie Egmont INK wurden im Frühjahr 2016 an Bastei Lübbe verkauft.
Rund 65 Mitarbeiter arbeiteten bis zum Umzug nach Berlin im November 2016 im Verlagssitz in der Kölner Innenstadt. Hauptgeschäftsführer ist Klaus-Thorsten Firnig, Mitglieder der Geschäftsleitung sind außerdem Volker Busch (Verlagsleiter) und Andrea Rüller (Leitung Vertrieb & Handelsmarketing). Der Umzug nach Berlin 2016 in die Verlagsräume der Egmont Ehapa Media diente laut Firnig der Bündelung und Stärkung der Aktivitäten des Unternehmens im deutschsprachigen Raum. Der Umzug hat laut Firnig vor allem verwaltungstechnische Gründe, aber auch andere Synergieffekte wie die Tatsache, dass man „nur einmal Miete zahlen“ müsse (Firnig), spielten eine Rolle. Die Verlegung des Verlagssitzes geriet von der Gewerkschaft ver.di und Medien heftig in die Kritik, da viele der 65 Arbeitsplätze in Gefahr waren. Ver.di warnte vor Massenentlassungen. Firnig betonte jedoch, mit dem Kern des Team aus Köln weiterarbeiten zu wollen, so werde geprüft, wie ein Umzug der Mitarbeiter nach Berlin möglich sei. Das neue Team in Berlin soll laut Firnig „mehr als hundert Mitarbeiter“ umfassen.
Die Egmont Verlagsgesellschaften gehören wie der Egmont Ehapa Verlag in Berlin zur Egmont Foundation mit Hauptsitz in Kopenhagen. Beide deutsche Unternehmen stehen seit November 2013 unter gemeinsamen Management, bleiben aber getrennt.